# Tamarix aphylla
Tamarix aphylla (L.) H.Karst., 1882 è una pianta appartenente alla famiglia delle Tamaricaceae. Questa specie di Tamarix è la più grande specie conosciuta appartenente al genere, potendo raggiungere un'altezza di 18 metri. È un albero sempreverde nativo principalmente delle regioni aride di Nordafrica, Medio Oriente e subcontinente indiano.

## Descrizione
Tamarix aphylla è un piccolo albero, dai rami sottili, che può raggiungere l'altezza di 18 metri. Ha foglie piccole, di colore grigio-verde, disposte alternativamente ai lati dei rami; da queste viene prodotto, similmente ad altre specie di tamerice, un essudato salino che può arrivare a formare delle croste sulle foglie e a sgocciolare sul terreno circostante. I fiori sono di colore rosa o bianco, disposti in masserelle lunghe pochi centimetri, e fanno la loro comparsa nel periodo tra luglio e novembre. L'apparato radicale, come in tutte le specie di piante di ambiente arido, è capace di raggiungere grandi profondità nel sottosuolo.

## Distribuzione e habitat
L'areale di questa specie si estende dal Marocco e la Mauritania ad ovest, attraverso tutto il deserto del Sahara e la penisola arabica fino al Pakistan e all'India; verso sud si possono trovare esemplari di questa specie anche nell'area del Corno d'Africa. Questa specie di tamerice cresce nelle aree in prossimità di corsi d'acqua (anche temporanei) in ambienti aridi; sopporta molto bene ambienti pedologici salini o alcalini ed è resistente al fuoco a causa della vigoria dell'apparato radicale.